# Hemiramphinae
Hemiramphinae zijn een onderfamilie van straalvinnige vissen uit de orde van Geepachtigen (Beloniformes).

## Geslachten
- Arrhamphus Günther, 1866
- Chriodorus Goode en Bean, 1882
- Euleptorhamphus Gill, 1859
- Hyporhamphus Gill, 1859
- Melapedalion Fowler, 1934
- Oxyporhamphus Gill, 1864
- Rhynchorhamphus Fowler, 1928